# Alpinstil
Der Alpinstil ist eine Variante des Höhenbergsteigens, bei der die gesamte Besteigung „wie in den Alpen“ durchgeführt wird. Das bedeutet, dass auch höchste Berge bis hin zu den Achttausendern als kleine Seilschaft, ohne Fremdhilfe, ohne vorher präparierte Route und in einem Zug vom Basislager zum Gipfel und zurück bestiegen werden. Die benötigte Verpflegung und die gesamte alpine Ausrüstung werden dabei selbst mitgeführt. Zelte werden im Bedarfsfall aufgebaut und am nächsten Morgen wieder eingepackt. Man verzichtet vollständig auf den Einsatz von Flaschensauerstoff und auf „Belagerungsalpinismus“, wie er für den klassischen Expeditionsstil kennzeichnend ist: Hochträger, fest installierte Hochlager, Materialdepots, Fixseile, Leitern usw. Somit ist Alpinstil hinsichtlich der eingesetzten Mittel und Vorgehensweisen das Gegenteil von Besteigungen im Expeditionsstil. Eine Besteigung im Alpinstil schließt jedoch nicht aus, dass der Fuß des Berges (bzw. das Basislager) im Rahmen einer Expedition erreicht wird.
Im Höhenbergsteigen gilt der Alpinstil auf schwierigen Routen als große Herausforderung an Fähigkeiten und Risikobereitschaft der Bergsteiger, und Erfolge werden als sportlich sehr hochwertig angesehen. Bis heute werden die meisten Besteigungen an den höchsten Bergen Asiens und Amerikas im Expeditionsstil durchgeführt. Alpinstil ist an diesen Bergen eher die Ausnahme und bleibt im Wesentlichen auf die schwierigen Routen beschränkt. Seit der ersten Alpinstil-Besteigung eines Achttausenders – der Besteigung des Gasherbrum I durch Reinhold Messner und Peter Habeler im Jahr 1975 – gab es immer wieder spektakuläre Erfolge an diesen mit besonderem öffentlichen Interesse bedachten Bergen. Nur wenige Bergsteiger haben mehrere dieser Gipfel im Alpinstil erreicht. Die Italienerin Nives Meroi schloss 2017 mit dem Gipfel der Annapurna ihre Besteigung aller Achttausender im Alpinstil ohne Verwendung von Sauerstoffflaschen und ohne große Expedition ab.

## Beschreibungen
Der Begriff „Alpinstil“ hat keine festgeschriebene Definition erfahren, wird aber in Fachkreisen einheitlich verwendet. Die Elizabeth-Hawley-Biografin Bernadette McDonald beschreibt ihn folgendermaßen:

“alpine-style climbing, which is generally defined as climbing a route in a single, continuous push without external help, without preplaced fixed rope, camps, or caches of supplies, and without reconnoitering the route.”

„Klettern im Alpinstil, was gemeinhin definiert wird als eine Route in einem einzigen, kontinuierlichen Anstieg ohne externe Hilfe zu klettern, ohne zuvor gelegte Fixseile, Lager oder gehortete Vorräte, und ohne die Route zuvor zu erkunden.“

Chris Bonington nähert sich dem Begriff ex negativo:

“true alpine style is without any kind of preparation or recce’s.”

„Wahrer Alpinstil ist ohne jegliche Vorbereitung oder Erkundung.“

Reinhold Messner sagte über seine Gasherbrum-I-Besteigung 1975:

„Wir haben erstmals bei dieser Besteigung ohne jede Vorarbeit gearbeitet, es wurden keine Hochlager aufgebaut, es wurden keine Fixseile verhängt, wir hatten keine Hochträger, wir stiegen einfach jeder mit seinem Rucksack aus dem Basislager hoch, drei Tage lang, das Zelt immer weiter nach oben schiebend, haben den Gipfel dieses Achttausenders erreicht und sind […] wieder ins Basislager zurückgekehrt. Und dieser Stil, ‚Alpen-Stil‘ genannt, hat mir nicht nur die Möglichkeiten gegeben, in Zukunft alle Expeditionen selber zu finanzieren, weil sie viel kostengünstiger waren als die teuren Himalajastil-Expeditionen, er war auch viel eleganter, er war die Zukunft […] des Höhenbergsteigens.“

Ähnlich klingt eine Beschreibung von Gerfried Göschl über eine 2009 vollendete neue Routenvariation an der Diamirflanke des Nanga Parbat:

„[…] in der bergsteigerischen Königsdisziplin, im Alpinstil, das heißt, keine Fixseile, keine vorbereiteten Lager, kein künstlicher Sauerstoff, keine Fremdhilfe wie Träger. Wir haben einfach die Rucksäcke im Basislager gepackt, sind aufgebrochen und bis zum Gipfel durchmarschiert. Wir sind vier Tage am Grat geklettert, jeder Schritt absolutes Neuland.“

## Entwicklung
Ernsthafte Besteigungsversuche und erfolgreiche Besteigungen gab es an den hohen Bergen der Welt schon sehr früh. Im Himalaja erstiegen ab etwa 1850 britische Forscher und Landvermesser zahlreiche Sechstausender, einige dieser Besteigungen würden heute unter die Bezeichnung „Alpinstil“ fallen, weil sie zum Beispiel als lange direkte Tagestour auf den Gipfel erfolgten. Mit sehr puristischen Mitteln machte Albert Mummery 1895 die ersten Besteigungsversuche am Nanga Parbat (8125 m) und konnte mit nur einem Begleiter in der Diamir-Flanke etwa 2000 Höhenmeter, bis auf ca. 6600 Meter, aufsteigen.
Im Jahr 1937 erreichte Herbert Tichy am Gurla Mandhata (7694 m) mit den Mitteln des Alpinstils (zwei Personen, ein Zelt, direkter Aufstieg) eine Höhe von etwa 7200 Metern.
Allerdings hatte sich bereits früh gezeigt, dass für die Besteigung von Sieben- und Achttausendern der Expeditionsstil die wesentlich erfolgreichere Strategie ist. Der Einsatz von Sauerstoffflaschen war dagegen von Anfang an umstritten und wurde außer bei den Besteigungsversuchen an den höchsten Achttausendern nur bei wenigen anderen Bergen verwendet. Bereits 1924 hatte Edward Norton am Mount Everest zwar im Expeditionsstil, aber ohne zusätzlichen Sauerstoff eine Höhe von etwa 8600 Metern erreicht. Trotzdem setzte sich in der Folgezeit mehrheitlich die Meinung durch, dass die höchsten Achttausender nur mit zusätzlichem Sauerstoff bestiegen werden könnten.
Gegen den Zeitgeist der großen material- und personalaufwändigen Expeditionen wurden immer wieder Kleinexpeditionen zu den höchsten Bergen Asiens organisiert. Oft waren dabei die geringeren Kosten ausschlaggebend, es gab aber auch Bergsteiger, die aufgrund ihrer persönlichen Einstellung kleinen Unternehmungen den Vorzug gaben. Diese Kleinexpeditionen gelten als wichtiger Wegbereiter des Alpinstils. Im Jahr 1936 war die Erstbesteigung des Nanda Devi (7816 m) ein erster wichtiger Erfolg für eine klein konzipierte Mannschaft aus sieben englischen Bergsteigern. Es wurden keine Fixseile verlegt, kein Flaschensauerstoff verwendet, und Sherpas waren über 6200 Meter nicht mehr im Einsatz. Drei Jahre später erreichte Fritz Wiessner mit einer von ihm organisierten amerikanischen Kleinexpedition am K2 (8611 m) eine Höhe von etwa 8400 Metern. 1954 wurde die Erstbesteigung des Cho Oyu (8188 m) von Herbert Tichy als Kleinexpedition konzipiert, die Mannschaft bestand aus drei europäischen Bergsteigern und sieben Sherpas, das Expeditionsgepäck und die Verpflegung wogen lediglich 800 Kilogramm. Ein Jahr zuvor hatte die englische Expedition zur Erstbesteigung des Mount Everest 350 Träger und 13 Tonnen Material benötigt.
Im Jahr 1957 erreichten alle vier Bergsteiger einer österreichischen Kleinexpedition am gleichen Tag den Gipfel des Broad Peak (8056 m). Die gesamte Vorarbeit am Berg wurde nur von den vier Erstbesteigern Hermann Buhl, Kurt Diemberger, Marcus Schmuck und Fritz Wintersteller ausgeführt. Die Expedition kam mit zwei Tonnen Material aus und verwendete keinen zusätzlichen Sauerstoff. Es wurden drei Hochlager eingerichtet und oberhalb von Lager 2 etwa 500 Meter Fixseil befestigt. Diese Vorgehensweise wurde später als „Westalpenstil“ bezeichnet. Unmittelbar nach diesem Erfolg gelang Schmuck und Wintersteller noch die Erstbesteigung des Skil Brum (7410 m), dabei stiegen sie vom Broad-Peak-Basislager bis zum Fuß der Süd-West-Wand (6060 m), bauten dort ihr Zelt auf, erreichten direkt am nächsten Tag den Gipfel und kehrten zum Zelt zurück. Am darauf folgenden Tag stiegen sie wieder zum Broad-Peak-Basislager hinab. Für die gesamte Tour benötigten sie insgesamt nur 53 Stunden, beschränkten sich auf ein Minimum an Material, was sie vollständig in den Rucksäcken mitführten, und verzichteten auf jegliche Vorarbeit an der Besteigungsroute wie Hochlagerkette, Fixseile, Erkundung oder Ähnliches – es war der erste Gipfelerfolg im Alpinstil an einem Siebentausender. Hermann Buhl und Kurt Diemberger versuchten wenige Tage später ebenfalls mit schweren Rucksäcken und in einem Zug vom Broad-Peak-Basislager aus eine Erstbesteigung. Sie wählten die nahe gelegene Chogolisa (7668 m). Bei einer erreichten Höhe von etwa 7300 Metern mussten sie wegen eines Wetterumschwungs umkehren, beim Abstieg verunglückte Buhl tödlich durch einen Wächtenabbruch. Die Unternehmungen von 1957 waren wichtige Wegbereiter für den Alpinstil an den höchsten Bergen der Welt, allerdings wurde der Begriff „Alpinstil“ erst wesentlich später geprägt.
Im Jahr 1975 erreichten Peter Habeler und Reinhold Messner bei einem schnellen und direkten Aufstieg durch die Nord-West-Wand des Gasherbrum I (auch Hidden Peak genannt, 8080 m) zum ersten Mal den Gipfel eines Achttausenders im Alpinstil (siehe Messners Zitat oben). Für diese Vorgehensweise beim Besteigen hoher Berge war zur damaligen Zeit in Fachkreisen schon der Ausdruck „Alpinstil“ verbreitet. So wird das englische Pendant des Begriffs, alpine style, im American Alpine Journal ab  ca. 1970 regelmäßig verwendet. Einem breiten Publikum wurde der Begriff und dessen Bedeutung aber erst durch diese Besteigung und die nachfolgenden Publikationen und öffentlichen Auftritte Messners bekannt.
In den 1970er Jahren wurde die Nutzung von zusätzlichem Sauerstoff wieder stärker in Frage gestellt, alle fünf hohen Achttausender wurden nun erstmals ohne dieses Hilfsmittel bestiegen, allerdings im bewährten Expeditionsstil. Der Anfang wurde 1975 am Makalu gemacht, danach folgten Lhotse (1977), Mount Everest (1978), K2 (1978) und Kangchendzönga (1979).
Besonderes Aufsehen hatten dabei Messner und Habeler mit ihrer Everest-Besteigung ohne zusätzlichen Sauerstoff erregt, auch sie profitierten als Mitglieder einer Expedition von deren Infrastruktur (Hochträger, Fixseile, Hochlager), aber sie hatten gezeigt, dass es möglich ist, den höchsten Gipfel der Erde ohne Flaschensauerstoff zu erreichen, was zuvor von vielen bezweifelt wurde.
Den Alpinstil brachte Messner 1980 an den Mount Everest, er wählte für Auf- und Abstieg das Norton-Couloir, auch um nicht auf die Leiter am Second Step angewiesen zu sein, außerdem ging er während der Monsunzeit im August, um jegliche Anfechtungen seiner Solo-Alpinstil-Besteigung zu vermeiden. Er war damit völlig allein am Berg und eine Fremdhilfe ausgeschlossen. Die Besteigung erfolgte in einem Zug vom Basislager bis zum Gipfel und zurück ohne vorher angelegte Depots oder Hochlager. Er benötigte dafür etwa vier Tage.
Im August 1986 brauchten Erhard Loretan und Jean Troillet nur etwa 40 Stunden für ihre spektakuläre Alpinstilbesteigung durch die Nordwand des Mount Everest, die Ausrüstung war auf ein absolutes Minimum reduziert, sie rasteten in selbst gegrabenen Schneehöhlen. Auch viele andere bekannte Bergsteiger haben seit den 1970er Jahren schwierige und Aufsehen erregende Alpinstil-Besteigungen an hohen Siebentausendern und den vierzehn Achttausendern absolviert. In den vergangenen Jahren haben sich insbesondere nordamerikanische Bergsteiger mit Erstbegehungen im Alpinstil einen Namen gemacht. Mit dem renommierten Piolet d’Or ausgezeichnet wurde etwa die Neutour von Vince Anderson und Steve House durch die Rupal-Flanke am Nanga Parbat (2005) oder die Begehung einer neuen Route am Chomolhari durch Marko Prezelj und Boris Lorencic (2007).

## Anforderungen und Gefahren
Die psychischen und physischen Anforderungen an den einzelnen Bergsteiger sind beim Alpinstil gegenüber Expeditionsstil-Besteigungen bei sonst gleichen Bedingungen fast immer deutlich höher. Durch die geringen Brennstoff- und Nahrungsmittelressourcen ist jede Alpinstilbesteigung zeitlich auf wenige Tage begrenzt. Deshalb wird Schnelligkeit eine wichtige Voraussetzung für das Gelingen eines Gipfelversuchs. Mit einem relativ kurzen Aufenthalt am Berg kann zwar die Gefahr durch Lawinen, Wetterumsturz und Höhenkrankheit verringert werden, allerdings verschiebt sich die Gefahrenlage, da beim Eintreten einer Notsituation nicht auf die Infrastruktur und Logistik einer Expedition (Hochlagerkette, Fixseile, Vorräte, Hilfe aus niedrigeren Lagern) zurückgegriffen werden kann. Jede Hilfe von außen, wenn überhaupt möglich, benötigt wesentlich mehr Zeit, um vor Ort einzutreffen.
Die Ausrüstung und die Verpflegung müssen bei einer Alpinstilbesteigung sehr genau geplant werden, um das Rucksackgewicht so niedrig zu halten, dass ein Gipfelerfolg möglich ist und gleichzeitig alles Notwendige vorhanden ist. Für eine Alpinstil-Besteigung ist insgesamt meist deutlich weniger Gepäck notwendig als für eine Expeditionsstil-Unternehmung. Deshalb wird Alpinstil oft als „leichtgewichtig“ (engl. light-weight) bezeichnet. Bei allen Ausrüstungsgegenständen und den Nahrungsmitteln muss immer auf das möglichst geringe Gewicht geachtet werden. Trotzdem haben die Bergsteiger bei großen Alpinstil-Touren meist deutlich schwerere Rucksäcke zu tragen als Bergsteiger, die im Rahmen einer Expedition unterwegs sind und deshalb umfassende Hilfe von Hochträgern erhalten oder große Teile des Materials bei vorhergehenden Anstiegen selbst in Hochlagern deponiert haben.

## Missverständnisse
Die komplexen Anforderungen an eine Alpinstil-Besteigung werden von der Öffentlichkeit und den Medien oft falsch bzw. unvollständig wahrgenommen und von Bergsteigern gelegentlich uminterpretiert bzw. ungenau dokumentiert, um die eigenen Besteigungen mit der Bezeichnung Alpinstil aufzuwerten. Eine Alpinstil-Besteigung kann deshalb nur dann von Außenstehenden eingeschätzt werden, wenn die Beteiligten ihren Erfolg detailliert und korrekt dokumentieren.
Es kommt oft vor, dass Bergsteiger von zahlreichen Erfolgen im Alpinstil berichten, die bei genauerer Kenntnis der Abläufe nur als „am Alpinstil orientierte Besteigung“ gewertet werden können. So ist zum Beispiel die Besteigung der meisten Achttausender auf den Normalrouten und während der normalen Besteigungssaison nicht im Alpinstil möglich, weil Fremd- oder Kameradenhilfe wegen der großen Anzahl an Bergsteigern nicht ausgeschlossen werden kann und eine präparierte Route ohne eigene Vorarbeit vorhanden ist.
An den Achttausendern ist es weit verbreitet, dass Bergsteiger aus verschiedenen Teams sich beim kraftraubenden Tiefschneespuren abwechseln, und es kommt regelmäßig zu Kontroversen, wenn einzelne Bergsteiger beschuldigt werden, nur von der Arbeit anderer zu profitieren oder die Spurarbeit komplett ihren Sherpas übertragen. Bei einer Alpinstilbesteigung ist jegliche Fremdhilfe und damit das Nutzen vorgespurter Routen oder vorgespurter Routenabschnitte ausgeschlossen. Eine ressourcensparende Aufteilung der Spurarbeit kann lediglich innerhalb der Alpinstil-Teams erfolgen.

## Mischformen
Mittlerweile haben sich zahlreiche Mischformen zwischen Expeditionsstil und Alpinstil entwickelt. An den Achttausender-Normalrouten sind heute einige stilbewusste Bergsteiger in Anlehnung an den Alpinstil mit allem Material (inklusive Zelt) im Rucksack unterwegs, verzichten bewusst auf Hochträger und Flaschensauerstoff, kommen aber nicht umhin, die bereits präparierte Route (Fixseile, Leitern, vorgespurter Tiefschnee) zu nutzen. Eine solche Besteigung ist sportlich höherwertig als der klassische Expeditionsstil, kann aber weder als Alpinstil noch als „ohne Fremdhilfe“ gewertet werden.
Im Jahr 1996 versuchte der schwedische Bergsteiger Göran Kropp, völlig ohne Fremdhilfe den Gipfel des Mount Everest über die Südroute zu erreichen. Er fuhr von Schweden ca. 15.000 Kilometer mit dem Fahrrad nach Nepal und führte dabei bereits sämtliches Material und die Expeditionsnahrung für den Aufstieg mit, transportierte dann alles ohne Trägerhilfe ins Basislager und suchte sich selbst einen Weg durch den gefährlichen Khumbu-Eisbruch, um nicht auf die Fixseile und Leitern der anderen Expeditionen angewiesen zu sein. Kropp startete als erster Bergsteiger der Frühjahrssaison und hatte deshalb bei seinem Gipfelversuch keine präparierte und vorgespurte Route. Kurz unter dem Gipfel musste er auf 8750 Metern Höhe vor allem wegen des kräftezehrenden Tiefschneespurens aufgeben. Beim zweiten Gipfelversuch konnte er, diesmal gemeinsam mit anderen Bergsteigern, den Gipfel erreichen. Allerdings war der erste Versuch trotz des völligen Verzichts auf Fremdhilfe kein Alpinstil, da er den Gipfel nicht in einem Zug vom Basislager aus angegangen hat, sondern einige Strecken mehrmals gegangen ist, um den Lastentransport zu bewältigen.

## Anerkennung
Da Alpinstil an Achttausendern äußerst schwierig und gefährlich ist, hat er sich unter den meisten „Achttausender-Sammlern“ nie wirklich durchgesetzt.
Im Jahr 2009 bewiesen Boris Dedeshko und Denis Urubko aber sehr eindrucksvoll, dass an einem der meistbegangenen Achttausender Alpinstil noch immer ohne Abstriche möglich ist. Sie stiegen am 6. Mai 2009 in die Süd-Ost-Wand des Cho Oyu ein und erreichten nach einem langen direkten Aufstieg und vier Biwaknächten über eine neue Route den Gipfel, für den Abstieg über die Aufstiegsroute benötigten sie noch einmal drei Tage. Sie waren während der gesamten Erstbegehung allein unterwegs und trugen alles Material sowie Verpflegung und Brennstoff für eine Woche im Rucksack mit; im Vorfeld hatten keine Präparierungen, Erkundungs- oder Akklimatisierungsaufstiege an der Route stattgefunden. Für diese ohne Kompromisse durchgeführte Alpinstil-Besteigung wurden sie mit dem Piolet d’Or 2010 ausgezeichnet.
Abseits der Normalrouten wird es zudem allgemein respektiert, wenn Bergsteiger nur ein schwieriges und großes Teilstück (z. B. eine Achttausender-Wand) der gesamten Besteigung im Alpinstil bewältigen und das anschließend korrekt dokumentieren. Eine solche Besteigung kann je nach Schwierigkeit der Route höchste Anerkennung erzielen. Im Jahr 2007 beispielsweise gelang Karl Unterkircher und Daniele Bernasconi erstmals die Begehung der Nordwand des Gasherbrum II (8034 m) in einer Direttissima über den Nordostpfeiler, eine schwierige und gefährliche Route, die sie ab einem Depot in etwa 6000 Metern Höhe im Alpinstil bewältigten. Im unteren Teil der Wand hatten sie einige Fixseile angebracht.